# Prägling (tillverkningsmetod)

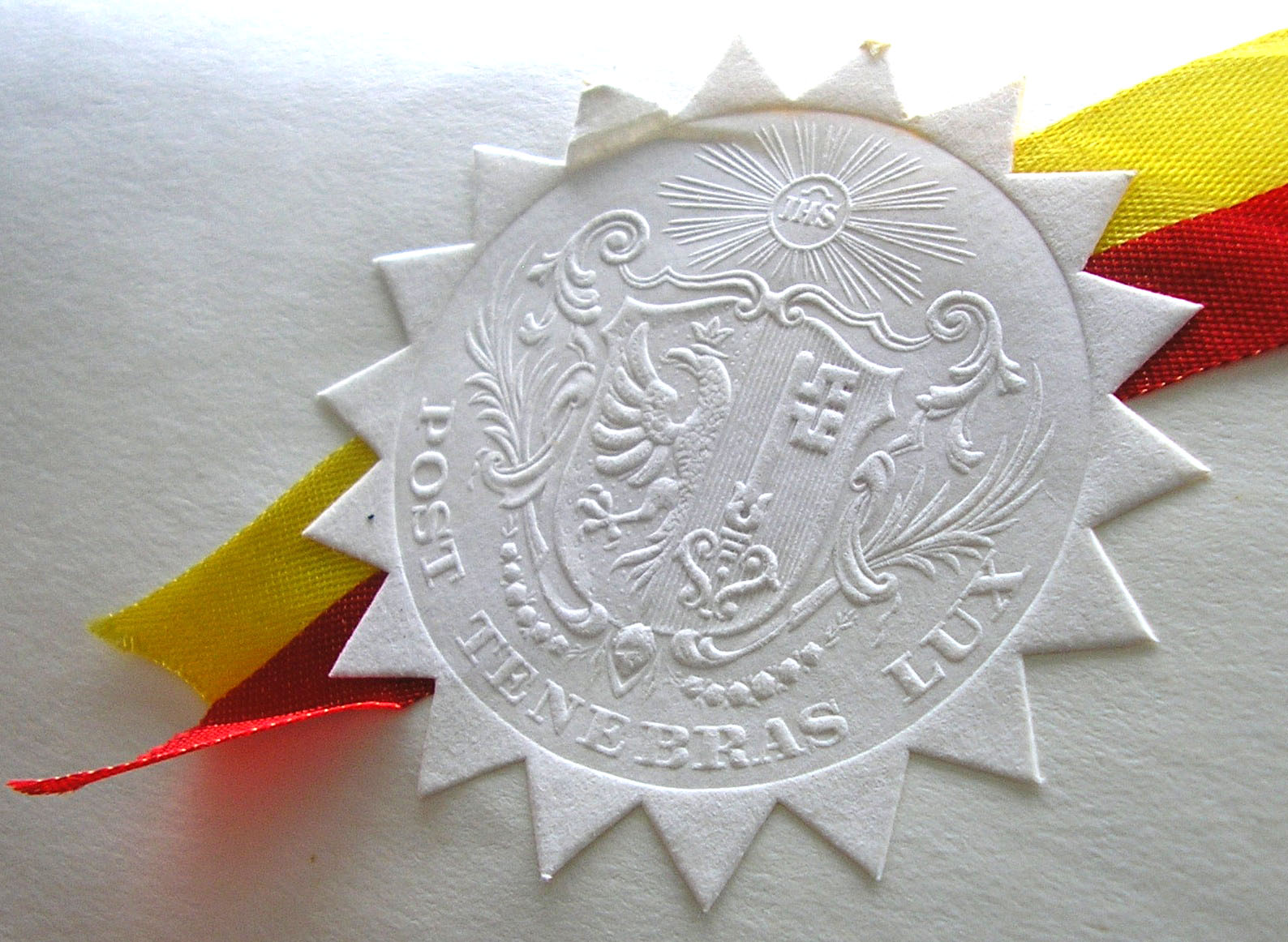
Präglat papper.

Prägling är en teknisk term som innebär en formförändring av ett material (traditionellt en metall) genom kallpressning mellan graverade stampar (vanligen av stål) under stort tryck. Metoden används främst då man fordrar avtryck som är exakt lika hos alla tillverkade exemplar av en produkt, t.ex. vid framställning av mynt och medaljer. Inom grafisk industri betyder prägling att bokstäver pressas i relief på brevpapper m.m.
Som tillverkningsmetod förekommer prägling i till exempel bilindustrin för att skapa fördjupningar eller förhöjningar i plåt. Detta görs genom att plåten pressas mellan två verktyg. Prägling skiljer sig från pressning genom att prägling avser relativt grunda fördjupningar.

## Etymologi
Prägling (att prägla med en prägel –  delvis likbetydande stämpel) grundar sig i präga (bräcka – bryta).
Svenska Akademiens ordbok
- saob.se – Prägling
- saob.se – Prägla
- saob.se – Prägel
- saob.se – Präga